# Volume 3 (She & Him)
Volume 3 è il quarto album discografico in studio del duo musicale statunitense She & Him, composto da Zooey Deschanel e M. Ward. L'album è stato pubblicato nel maggio 2013 dalla Merge Records. Il disco è composto da 11 brani originali e tre cover.

## Tracce
Testi e musiche di Zooey Deschanel, eccetto dove indicato.
1. I've Got Your Number, Son – 3:07
2. Never Wanted Your Love – 3:13
3. Baby (George Morton, Jeff Barry, Ellie Greenwich) – 3:15
4. I Could've Been Your Girl – 3:11
5. Turn to White – 4:22
6. Somebody Sweet to Talk To – 3:02
7. Something's Haunting You – 2:52
8. Together – 4:06
9. Hold Me, Thrill Me, Kiss Me (Harry Noble) – 2:44
10. Snow Queen – 2:32
11. Sunday Girl (Chris Stein) – 3:04
12. London – 2:28
13. Shadow of Love – 2:42
14. Reprise (I Could've Been Your Girl) – 1:49

## Formazione
She & Him
- Zooey Deschanel - voce, percussioni, tastiere, piano, tamburello, vibrafono, ukulele
- M. Ward - chitarre, voce, piano, cori, organo, percussioni

Altri musicisti
- Scott McPherson - batteria
- Joey Spampinato, Tyler Tornfelt, Mike Watt, Pierre de Reeder - basso
- Tom Hagerman - violino
- Amanda Lawrence - viola
- Tilly and the Wall - cori
- Art Baron - trombone
- C. J. Camerieri - tromba
- Doug Wieselman - sassofono

## Classifiche
- Billboard 200 (Stati Uniti) - #15[1]